# Draba bellardii
Draba bellardii là một loài thực vật có hoa trong họ Cải. Loài này được S.F.Blake mô tả khoa học đầu tiên năm 1924.